# Pavla Štrukelj
Pavla Štrukelj, slovenska etnologinja in publicistka, * 28. junij 1921, Štrukljeva vas, † 20. september 2015. 

## Življenje in delo
Štrukljeva je v letih 1928–1934 obiskovala osnovno šolo v  Žilcah (sedaj Sveti Vid nad Cerknico in v Cajnarjih, klasično gimnazijo (1934-1938) ter učiteljišče (1938-1943) pa v Ljubljani. Tu je od 1948–1950 študirala palentologijo in geologijo ter nato etnologijo. Leta 1954 diplomirala iz etnologije na ljubljanski Filozofski fakulteti in prav tam tudi 1965 doktorirala z disertacijo Kultura Ciganov v Sloveniji in problem njihove asimilacije. Vmes je bila v letih 1947−1952 v administrativni službi. Leta 1955 se je zaposlila kot kustosinja za neevropske zbirke v Slovenskem etnografskem muzeju v Ljubljani, od 1964-1990 pa je vodila Muzej neevropskih kultur v dvorcu Goričane. Štrukljeva je raziskovala ljudsko kulturo na Farörskih otokih (1962), se udeležila kongresa afrikanistov v Dakarju (1966) in mednarodnega etnološkega kongresa v Tokiu. Kot muzejska svetovalka se je ukvarjala tudi z raziskavami afriške, ameriške in azijske kulture. Raziskovala je tudi slovenske neevropske muzejske zbirke in Rome o katerih je tudi izdala knjigo Romi na Slovenskem. (COBISS) V reviji Slovenski etnograf je objavila več razprav, kot npr.: Poljedelsko orodje in priprave na Farörskih otokih. (COBISS)